# Театр пластической драмы на Печерске
Театр пластической драмы на Печерске — профессиональный театр этого жанра на Украине.
Расположен в Киеве на улице Шелковичной (год основания — 1988).
В спектаклях театра актёры используют только невербальные средства — пластику, пантомиму, приёмы свободного движения, музыку.

## История театра
Основатель и художественный руководитель театра — Мишнёва Вера Михайловна. Театр был основан как студия пантомимы. 30 декабря 1988 года получил статус профессионального. В 1994 году получил статус государственного, имеет своё помещение с залом на 50 мест в подвале жилого дома по ул. Шелковичная, 7-а (площадью 357,7 м²). Театр коммунальной формы собственности.
Пластическая драма — сравнительно молодой вид театрального искусства, возникший во второй половине XX века. Основоположником этого жанра считается Гедрюс Мацкявичюс, который ставил свои спектакли в Москве. Он постарался, не прибегая к такому сильному средству как слово, как можно полнее воплотить на сцене с помощью пластики тела мысль, философскую идею, чувства, эмоции и сюжет. Театр пластической драмы на Печерске — представитель этого вида искусства на Украине.
Художественная идея театра — передать языком пластики, свободного движения и музыки эмоциональную и духовную жизнь человека. Активно используются такие выразительные средства, как маски-«образы», маски-«характеры», предметы-символы. В некоторых спектаклях большое значение имеют декорации, которые выступают действующим лицом.
В июле 2014 года Вера Мишнёва покинула театр в связи с рейдерским захватом помещения, после чего театр был закрыт.
С 2014 года труппа продолжила работу в автономном режиме.

## Репертуар театра
- «Мечтатель» по оригинальному сценарию В. Мишнёвой (1988)
- «Времена года — любовь» по оригинальному сценарию В. Мишнёвой (1988) (пластически-драматическая композиция)
- «Альпийская баллада» по мотивам одноименного произведения Василия Быкова (1989)
- «Федра» по мотивам трагедии Ж. Расина (1989)
- «Цветы пустыни» по мотивам романа А. Франса «Таис»[5] (1992)
- «Песня одинокой души» по мотивам пьесы-феерии Леси Украинки «Лесная песня» (1994)
- «Портрет» по мотивам одноимённой повести Н. В. Гоголя (1996)
- «Ромео и Джульетта»[6] по мотивам трагедии У. Шекспира (1998)
- «Снежная королева» по сказке Х. К. Андерсена (2000)
- «Отелло — карнавал» по мотивам трагедии Шекспира «Отелло» (2001)
- «Отелло» — новая версия (2003)
- «Прощай, Моцарт…» по мотивам драматического произведения А. С. Пушкина «Моцарт и Сальери» (2004)
- «Дон Гуан» по мотивам драматического произведения А. Пушкина «Каменный гость» (2005)
- «Маленький принц»[7] по одноименной фантастической повести А. де Сент-Экзюпери (2007)
- «Я — сумасшедшая?!» по мотивам фантастической повести П. Вежинова «Барьер» (2008)
- «Король — олень» по сказке для театра К. Гоцци (2010)
- «Страсти по Иванову»[8] по пьесе А. П. Чехова «Иванов» (2013)
- «Истории большого города»[9] (2014)
- «Музыкальная шкатулка» (2014)

## Фестивали, награды, гастроли
Театр показывал свои спектакли в рамках ежегодного международного фестиваля «Київ травневий», а также принимал в своем помещении театры из Франции, Дании, Австрии, Швейцарии, Германии, Италии. Актёры иностранных театров проводили мастер-классы для актёров Театра пластической драмы.
Гран-при за спектакль «Цветы пустыни» в 1999 году на театральном фестивале «Боспорские агоны» в городе Керчь (Крым). Театр выиграл все первые премии (за лучший спектакль, режиссуру, главные женскую и мужскую роли).
Театр стал одним из победителей на театральном фестивале «Нимфа» со спектаклем «Король-Олень» (награду «За создание пластически-зрительного образа» получила режиссёр Вера Мишнёва).
Лауреат седьмого Международного театрального фестиваля в городе Днепродзержинске (2008).
Театр пластической драмы был с гастролями во Львове, Чернигове, Шостке, Херсоне, Кременчуге, Моршине, Трускавце, Тернополе (Украина), Белгороде, Санкт-Петербурге (Россия), Минске, Гомеле (Беларусь).

## Театр сегодня
Актёры театра работают в сложных условиях, преодолевая административное и финансовое давление.
После увольнения 1 июля 2014 года по собственному желанию основателя театра, художественного руководителя, режиссёра-постановщика и сценариста Веры Мишнёвой, Департамент культуры КГГА назначил исполняющим обязанности руководителя театра Александра Никифорова, который в нарушение закона не объявил открытый конкурс на нового художественного руководителя и саботировал работу театра.
Осенью 2014 года Департамент культуры Киева сократил 10 штатных единиц в «Театре пластической драмы на Печерске», уменьшил финансирование и инициировал ликвидацию театра путём объединения с разговорно-драматическим театром «Золотые ворота».
Согласно проекту решения Киевсовета, «Театр пластической драмы на Печерске» как юридическое лицо будет ликвидирован, а правопреемником всех прав и обязанностей станет театр «Золотые ворота». Целью такой реорганизации, как сказано в пояснительной записке к проекту решения, является усиление эффективности и совершенствования работы именно театра «Золотые ворота».
Работники театра выступили против объединения, требуют от Департамента культуры КГГА уволить исполняющего обязанности руководителя и подали в суд. Печерский районный суд открыл производство по иску о бездействии исполняющего обязанности руководителя театра Никифорова и Департамента культуры, которые уклоняются от выполнения решений трудового коллектива театра. Иск подал коллектив киевского Театра пластической драмы на Печерске в лице актрисы Татьяны Цапок, на которую решением трудового коллектива возложили исполнение обязанностей худрука театра. В январе 2015 года против Департамента культуры КГГА открыли уже второе судебное производство по иску профсоюза театра.

### Рейдерские захваты
| В сентябре 2014 года «Театр пластической драмы на Печерске» был незаконно захвачен Стасом Жирковым, новым художественным руководителем киевского театра «Золотые ворота», который начал новый сезон своего театра в помещении Театра пластической драмы, не имея на это законных оснований, без соответствующих решений киевской власти. Жирков отрицает обвинения в рейдерском захвате и утверждает, что Театр пластической драмы на Печерске отказывается предоставлять его коллективу помещение для работы. 13 января 2015 года Театр провел мирную акцию протеста против своего уничтожения киевскими чиновниками. Возле театра (ул. Шелковичная, 7а) и в правительственном квартале прошел уличный перформанс без слов на тему произвола чиновников, а также сбор подписей за сохранение театра. Татьяна Цапок, актриса театра, на которую решением театрального коллектива возложено исполнение обязанностей худрука: «Вместо того, чтобы в соответствии с буквой закона провести открытый конкурс на нового худрука, департамент культуры КГГА без надлежащих полномочий Киевсовета (владельца театра) затеял нашу „реорганизацию“, которая предусматривает дальнейшую ликвидацию театра в качестве юридического лица. Мы хотим напомнить новой киевской власти, что подобная реорганизация требует согласования с профсоюзом театра, а этого Депарамент культуры не сделал». «И. о. руководителя театра саботирует нашу работу, сорвал нам открытие театрального сезона в сентябре. Департамент культуры КГГА начал откровенное административное давление на театр с целью его уничтожения, урезал финансирование, забрал актёрские ставки». Владимир Якименко, общественный правозащитник: «Проект решения предусматривает, что Театр пластической драмы, как юридическое лицо, будет ликвидирован, а все его активы перейдут театру „Золотые ворота“. То есть „Золотые ворота“ получат помещение, получат все имущество Театра пластической драмы. Сначала актёрам предлагали писать заявления о переходе в другой коллектив по собственному желанию, потом — придумали реорганизацию путём слияния и ликвидации театра. У общественности очень много вопросов, ведь в Киеве станет одним театром меньше.». «Рейдерством является захват бизнеса или захват предприятия, и то, что сегодня происходит с Театром пластической драмы, безусловно, подпадает под это понятие. И опять-таки возникает вопрос, почему именно театр „Золотые ворота“ выбран в качестве получателя всего имущества ликвидируемого театра». 14 января 2015 года акция была продолжена возле Департамента культуры КГГА (бульвар Шевченко, 3). В столичном Департаменте культуры уверяют, что благодаря слиянию двух театров сэкономят бюджетные средства, но не называют, за счет чего именно планируют сэкономить. 22 января 2015 года Киевсовет проголосовал за ликвидацию и реорганизацию Театра пластической драмы на Печерске, хотя проект решения не имел экономического обоснования и был поддержан профильной комиссией Киевсовета без публичного обсуждения и привлечения экспертов. Среди 78 депутатов, поддержавших ликвидацию театра, значатся Алексей Резников, Анна Старостенко, Павел Бригинец, Сергей Гусовский, Игорь Федоренко, Александр Бродский, Дмитрий Гордон, Вадим Столар, Алла Шлапак и другие. 01 апреля 2015 года Министерство юстиции Украины зарегистрировало общественную организацию «Театр пластической драмы», цель которой сохранение уникального искусства пластической драмы, контроль над исполнением органами власти и местного самоуправления законов о культуре и другого законодательства Украины. Общественная организация оспорила решение Киевсовета о ликвидации «Театра пластической драмы на Печерске» в суде. |

## Аналогичные истории
В похожей ситуации оказался Дом актёра в Киеве (расположен в караимской кенасе на ул. Ярославов Вал, 7). Творческий коллектив Дома актёра заявил о попытке рейдерского захвата после того, как Департамент культуры отказал ему в праве аренды помещения.